# Alchemilla coriacea
Alchemilla coriacea é uma espécie de rosácea do gênero Alchemilla, pertencente à família Rosaceae.